# Burkhard Christoph von Münnich
Burkhard Christoph von Münnich, oroszos nevén Христофо́р Анто́нович Ми́них (Hrisztofor Antonovics Minyih) (Neuenhuntorf, Oldenburgi Grófság, 1683. május 9. – Szentpétervár, 1767. október 16.) szász származású hadmérnök, a francia, hesseni, szász majd orosz cári haderő tisztje, tábornagy, az Orosz Birodalom grófja, az orosz cári hadsereg főparancsnoka, több háború sikeres hadvezére.

## Élete

### Származása
Az Oldenburgi Grófsághoz tartozó Neuenhuntorf faluban született. Szülőhelye ma az alsó-szászországi Berne város része. Ifjú korában a francia, a hesseni, lengyel és a szász hadseregben is szolgált.

### Hadmérnök, hadszervező Oroszországban

Burkhard Christoph von Münnich gróf, tábornagy
(Heinrich Buchholz műve, 1765.)

1721-ben lépett az orosz cár szolgálatába. Több nagy feladatot bíztak rá, így a Ladoga-csatorna megépítését (ez valamivel több, mint tíz évig tartott), Kronstadt és Riga kikötőjének megerősítését.
1728-ban II. Péter cár Oroszország grófjává emelte. A Péter halála után trónra lépő Anna cárnő idején afféle másodvonalbeli tanácsadó volt. 1732-ben Anna cárnő tábornaggyá és a haditanács elnökévé nevezte ki. Ebbéli minőségében újjászervezte, a korszerű hadviselésre alkalmasabbá tette az orosz hadsereget.

### Hadvezér
Anna cárnő az 1733–35-ös lengyel örökösödési háborúban, majd az 1735–39-es török háborúban őt nevezte ki az orosz hadak főparancsnokává. Nagy veszteségek árán mindkét háborúban korlátozott sikereket ért el annak dacára, hogy mindkét háború új, oroszellenes szövetségeket hozott létre.
1734-ben hosszú ostrom után bevette Danzig (Gdańsk) városát. (Az orosz seregben egy 1130 fős magyar huszárezred is harcolt Máriássy Ádám kuruc generális és Cserey János óbester vezetésével.)
A török háborúban mutatott teljesítménye alapján kora egyik legjobb hadvezérének ismerték el. A Fekete-tenger partvidékére és a Krím félszigetre vezetett hadjáratokban legyőzte a törököket és a krími tatárokat is. Nagy Péter második azovi hadjárata óta ez volt Oroszország első katonai sikere a török birodalom ellen, és ez volt az első olyan alkalom, amikor Oroszországnak sikerült meghódítania a Krímet. 1736-ban elfoglalta Azov erődjét. Kitartó ostrom után 1737-ben rohammal bevette Ocsakovot (Ukrajnában, a mai Mikolajiv mellett). 1739-ben a sztavucsanyi csatában fényes győzelmet aratott a török hadak felett, és még abban az évben elfoglalta Hotin erődjét, ami lehetővé tette, hogy kiszorítsa a törököket Moldvából.
A hatalmas orosz emberveszteség fő okai a seregben pusztító járványok voltak. Jórészt ennek eredményeként a háborút lezáró konstantinápolyi békében Oroszországnak át kellett engednie a Kaszpi-tenger mellett 1722-ben elfoglalt területeit Perzsiának, ki kellett vonulnia Moldvából, és jóformán csak Azovot tarthatta meg.

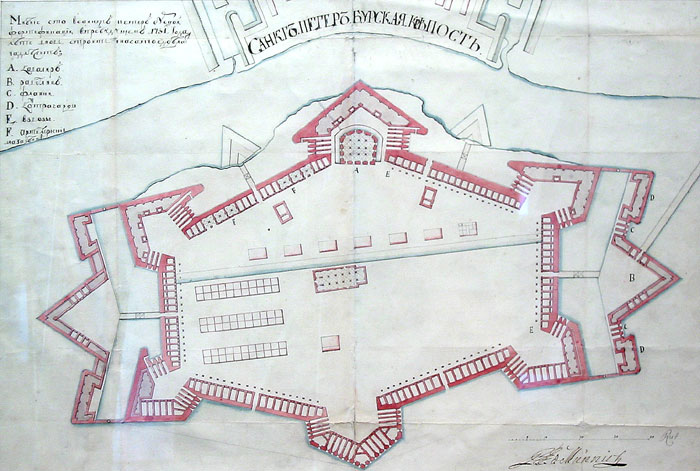
A szentpétervári Péter-Pál-erőd rajza, von Münnich aláírásával

### Politikai szerepe
A katonai sikerek megnövelték politikai súlyát is, és egyre határozottabban fordult szembe Ernő János kurföldi herceggel, a cárnő kegyencével és annak politikájával. A cárnő 1740-ben gyermektelenül meghalt, és unokahúgának fia, a csecsemő VI. Iván került a trónra (október 17-én), a régens pedig Bühren lett. Münnich szervezte azt a palotaforradalmat, aminek eredményeként (november 8-án) Ernő Jánost letartóztatták és Szibériába száműzték. Az új régens a fiú anyja, Anna Leopoldovna mecklenburg-schwerini hercegnő, a braunschweigi herceg felesége lett, az államügyeket pedig gyakorlatilag Münnich intézte.
Egy év múlva, 1741 novemberében a gárda néhány alakulata ismét fellázadt a „német uralom” ellen. Münnichet és Ostermannt elfogták, a csecsemő cárt a Péter-Pál-erődbe zárták, a trónt pedig Nagy Péter lánya, Erzsébet foglalta el. Münnichet halálra ítélték, és a cárnő csak a vesztőhelyen kegyelmezett meg neki. Javait mindazonáltal elkobozták, őt pedig Szibériába száműzték, ahonnan csak 1762-ben, III. Péter trónra lépte után térhetett haza. Ekkor visszakapta régi birtokait és méltóságait is.

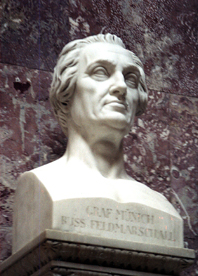
Szobra a regensburgi Walhallában (Bajorország)

## Hatása
Életrajzát megírták:
- von Halem (Oldenburg 1803, új kiad. 1838),
- Kosztomarov (oroszul, Szent-Pétervár 1884),
- Jansen (Berlin 1904).

Az ukrajnai Hotin erődjének elfoglalása ihlette az ifjú Lomonoszovot a „Hotyin bevétele” című, forradalmi hatású ódájának megírására. Számos irodalomtörténész ezt a verset tekinti a modern orosz irodalom kezdetének.